# Постаја Снејп
Одбрана постаје Снејп (26–27. октобра 1942.) у Египту десила се у Другој бици код Ел Аламејна, током пустињске кампање у Другом светском рату. Након пробоја прве линије снага Осовине код Ел Аламејна у Операцији Лако Стопало (23–25. октобра 1942.), један батаљон британске пешадије (из 1. оклопне дивизије) укопао се на 900 м од друге линије Осовине и издржао противнапад 15. Панцер дивизије, уништивши више од 30 немачких и италијанских тенкова.

## Позадина

#### Немачка операција Аида
Немачко-италијанска Афричка оклопна армија напредовала је у Египат након битке код Газале, прогонећи Осму армију, која је заузела одбрамбени положај код Мерса Матруха. Брзина напредовања немачке оклопне армије омогућила јој је да престигне британски 13. и 10. корпус, али су снаге Осовине биле преслабе да спрече Британце да побегну. 13. корпус повукао се увече 27. јуна, али лоша комуникација оставила 10. корпус сам у тврђави Мерса Матрух. 10. корпус пробио се следећег јутра, али је оставио за собом 6.000 људи и велики део опреме и залиха. Осма армија наставила је да се повлачи на исток, сукобљавајући се успут са снагама Осовине више пута. Покушај регруписања код Фуке је напуштен и генерал Клод Окинлек је наредио повлачење 160 km све до Ел Аламејна, 100 km западно од Александрије. Повлачење је довело Осму армију близу њене базе, што је учинило снабдевање друмом много ефикаснијим, а географска непроходност депресије Катара, 64 km на југ отежала је обилазне маневре Осовине. До 25. јуна, немачки Афрички корпус спао је на 60 тенкова, а италијански 20 корпус имао је само 14 исправних тенкова. Користећи залихе заробљене у Тобруку, на граници и у Мерса Матруху, Оклопна армија је досегла Ел Аламејн 30. јуна. Снабдевање снага Осовине тако далеко на исток од Газале постало је много теже, пошто је већина њихових залиха и даље долазила из Триполија, удаљеног 1.400 миља.

### Прва битка код Ел Аламејна
Покушај одбацивања Осме армије са положаја код Аламејна извршен је у Првој бици код Ел Аламејна (1-27. јула 1942). После четири дана, Ромел је прекинуо напад због јачине британске одбране, исцрпљивања залиха и смањења немачких дивизија на по 1.200-1.500 људи. До 5. јула, број употребљивих немачких тенкова пао је на око тридесет. После затишја, немачка Оклопна армија је поново планирала напад, са око педесет немачких тенкова и око 2.100 немачке пешадије, уз 54 италијанска тенка и 1.600 људи, али су Британци напали први код Тел ел Еиса (10-14. јула), што је исцрпело обе стране. Британци су почели да нападају италијанске јединице, лоциране користећи информације шифре Ултра, код гребена Рувеисат (14-17. јула) и од 21. до 23. јула, поново код Тел Ел Еиса 22. јула и гребена Митеирја (22. и 26. јула), након чега је дошло до новог затишја. Немачки губици износили су око 10.000 људи. Италијански губици су непознати, али 7.000 осовинских војника је заробљено, у замену за 13.250 изгубљених војника Осме армије.

### Битка код Алам ел Халфе
Генерал-пуковник Бернард Монтгомери је средином августа преузео команду Осме армије. Ромел је покушао да уништи Британце и стигне у Каиро пре него што савезничка појачања, очекивана у септембру, учине немогућом победу Осовине у Африци. Оклопна армија Африка (ПАА) је била у лошем стању, а здравље многих Немаца је опало због климе и ратних напора; 19.000 немачких трупа је било у Африци од марта 1941. године. Појачања су ојачала четири немачке дивизије на 90.000 људи (17.000 људи испод пуне снаге) и 12.600 возила, од којих је само 34.000 људи припадало борбеним јединицама. ПАА је сакупила око 200 немачких тенкова и 243 талијанска тенка против 700 британских тенкова.
У бици код Алам ел Халфе / Unternehmen Brandung (30. августа - 5. септембра), снаге Осовине су покушале да обухвате Осму армију маршом око њеног јужног крила. Британце је упозорила Ултра (декодиране немачке радио поруке) и оставили су само патроле на југу. Највећи део британских тенкова и топова концентрисан је на гребену Алам ел Халфа, који је блокирао напредовање Осовине на 32 km иза фронта. Тенкови су остали на гребену и бранили се у месту, а не у покрету. Савезнички авиони бомбардовали су и митраљирали трупе Осовине континуирано од 30. августа до 4. септембра, што је уништило свега неколико тенкова, али их је приковало и омело брз маневар и концентрацију Оклопне армије. Напади Осовине на гребен нису успели, залихе су потрошене и Ромел је наредио повлачење 2. септембра. Увече 3. септембра, једна новозеландска и једна британска бригада су извеле контранапад како би пресекле повлачење Осовине, али овај напад (тзв. операција Бересфорд) је био скуп неуспех, а до 5. септембра је повлачење Осовине успешно завршено. Осма армија изгубила је 1.750 људи и 68 тенкова; Осовина је изгубила 2.900 људи, 49 тенкова, 36 авиона, 60 топова и 400 камиона.

### Друга битка код Ел Аламејна
Када је офанзива Осме армије започела 23. октобра, Оклопна армија је имала 104.000 људи, од тога 50.000 Немаца, од којих је само 24.173 било у борбеним јединицама. Било је 496 тенкова, од чега 290 италијанских, 500 топова и 850 противтенковских оруђа. Осма армија имала је 195.000 људи, 1.029 тенкова и још 1.000 у радионицама, 908 топова и 1.451 противтенковско оруђе. Снаге Савезника биле су добро ухрањене и пуној форми, а трупе Осовине су биле потхрањене и исцрпљене болестима. Оклопна армија је имала само 290 km горива по возилу. До 27. октобра, Оклопна армија је спала на 114 немачких тенкова, а до 2. новембра Оклопна армија је истрошила муницију и имала је само 32 немачка и 120 италијанских тенкова. Након што је одлучио да се повуче, Хитлер је наредио Ромелу и Оклопној армији да држе положај, а 4. новембра, Осма армија се пробила, а Ромел је наредио повлачење.
Ромел је жртвовао немоторизоване јединице, посебно италијанске формације у центру и на југу. Оклопна армија Африка је имала 37.000 жртава, 30% армије, изгубила је 450 тенкова и 1.000 топова. Осма армија је изгубила 13.500 људи, далеко мањи проценат, и 500 тенкова (само 150 је уништено) и око 110 топова (углавном противтенковских). Оклопна армија је спала на око 5.000 људи, 20 тенкова, 20 противтенковских топова и 50 пољских топова. Покушаји окружења снага Осовине у Мерса Матруху нису успели, а највећи део Корпуса Африка је побегао до 7. новембра. Снаге Осовине су се повукле дуж обалног пута, али недостатак тенкова и горива за покретну одбрану отвореног јужног бока, онемогућио је одбрану код пролаза Халфија или на било којој другој позицији. Тобрук је ослобођен 13. новембра и повлачење Осовине се наставило; Бенгази је пао 20. новембра и заробљене луке су брзо поправљене да би снабдевале британско напредовање.

## Битка

### Операција Лако Стопало
Друга битка код Ел Аламејна започела је Операцијом Мало Стопало (енг. Operation Lightfoot), 23-26. октобра 1942.: главни удар Осме армије извео је 30. корпус (4 пешадијске дивизије и 1 оклопна бригада) на северном крају троструке одбрамбене линије Осовине (заштићене 4-8 км дубоким минским пољем), док је напад 13. корпуса (3 пешадијске дивизије) на југу служио као диверзија, а 10. корпус (3 оклопне дивизије) био је у резерви. До 25. октобра, на правцу главног удара 30 корпус је прокрчио минска поља, и оклопне дивизије 10. корпуса пробиле су прву линију Осовине у дубини од 2 km и издржале противнапад 15. Панцер дивизије , док је пешадија започела уништавање италијанске пешадије одсечене продором. 
На југу, 13. корпус није успео да се пробије, али је својим нападима везао 2 оклопне дивизије Осовине. 26. октобра 1. оклопна дивизија покушала је да се пробије на запад и пресече одступницу снага Осовине, али је задржана, док је на југу 13. корпус продро до гребена Митаирја. Наредна два дана уследило је прегруписавање Осме армије за одлучујући напад.

### 2. стрељачка бригада
Британска 2. стрељачка бригада (потпуковник Виктор Турнер) била је један од два батаљона 7. моторизоване бригаде из 1. оклопне дивизије. Моторизовани батаљон (име "бригада" је задржано из историјских разлога) се састојао од једне ПТ чете са 16 противтенковских топова од 6 фунти, три чете стрелаца, извиђачког вода са 11 оклопних транспортера "Брен", вода минобацача од 75 мм и митраљеског вода са тешким митраљезима Викерс, што му је давало ватрену моћ далеко већу од обичног пешадијског батаљона. Губици током Операције Лако Стопало смањили су батаљон на 22 оклопна транспортера и 76 стрелаца, који су појачани из разних јединица на око 300 људи.

### Постаја Снејп
Након продора кроз одбрамбене линије Осовине 25-26. октобра, 1. оклопна дивизија морала је да издржи противнапад 15. Панцер дивизије. У ноћи 26/27. октобра 1942. године, 2. стрељачка бригада (део 1. оклопне дивизије), са 13 противтенковских топова од 6 фунти, и 239. батерија из 76. ПТ пука краљевске артиљерије (76. РА), са још шест 6-фунташа, упућени су да заузму положај у пустињи, познат као Снејп, мала депресија у пејзажу 2.4 км југозападно од гребена Бубрег (енг. Kidney Ridge) која је била погодна за упориште. Једном утврђена, она се могла користити као полазиште за напредовање 24. оклопне бригаде. Постаја се налазила само 900 м јужно од логора 15. панцер дивизије и италијанске оклопне дивизије "Литорио". Депресија је пружала одличан заклон, а пешадија је била искусна (у пустињи од 1940.) и укопала се дубоко.

### Ромелов контранапад
Дана 27. октобра Ромел је наредио контранапад резерве Оклопне армије да би повратио оригиналне немачке позиције, на фронту од 10 km од Ел Вишке на југу до тачке 29. на северу, које су биле изгубљене током операције Лако Стопало 
Постаја Снејп је била око 900 м иза немачке линије фронта, преко пута десног крила контранапада; Ромел је касније написао о "убиственој ватри" са постаје Снејп, која је "ударила у наше редове" и зауставила највећи противнапад против 30. корпуса. 
Од 26. до 27. октобра, 2. стрељачка бригада одбила је бројне контра-нападе оклопних снага Осовине и издржала константна артиљеријска бомбардовања и митраљеску ватру, уништивши 52-57 оклопна возила Осовине са повременом подршком тенкова и артиљерије 1. оклопне дивизије. 
Британска 2. стрељачка бригада показала је, да са моћним противтенковским топовима, укопаним на добро изабраним положајима, британска пешадија може нанети несразмерне губитке тенковима који дођу у домет, укључући и могућност уништавања немачких тенкова на 1.800 м. Сарадња између артиљераца Стрељачке бригаде и тенковских нишанџија 24. оклопне бригаде, 27. октобра, била је изврсна, али је британска команда штедела тенкове за даље операције. 

## Последице
Одбрана постаје Снејп успела је да поквари највећи контра-напад Осовине на позиције 30. корпуса, освојене током операције Лако Стопало, али је батаљон имао 72 мртва и рањена. Уништено је 22 немачка и 10 италијанских тенкова, заједно са пет самоходних топова; људски губици Осовине нису познати, али се верује да су већи од савезничких.  26. октобра, четврти дан операције Лако Стопало, број тенкова Оклопне армије пао је са 206 на 137, а 27. октобра спао је на 114 оперативних тенкова.  Борба код постаје Снејп навела је Ромела да напише да оклопни напад, на земљи који су браниоци могли да припреме, има малу вероватноћу да успе.